# Сахаровка (Хабаровский край)
Са́харовка — село в Николаевском районе Хабаровского края. Входит в состав Иннокентьевского сельского поселения. Основано в 1900 году.

## География
Село находится на правом берегу реки Амур, недалеко от её устья.

## Население
| 1910 | 1923 | 1926 | 1992 | 2002 | 2010 | 2011 |
| ---- | ---- | ---- | ---- | ---- | ---- | ---- |
| 29   | ↗133 | ↘107 | ↘103 | ↘84  | ↘60  | →60  |
| 2012 | 2021 |      |      |      |      |      |
| ↗61  | ↘24  |      |      |      |      |      |

## Улицы
В селе имеются две улицы: Совхозная и Центральная.

## Экономика
Жители занимаются сельским хозяйством, добычей и переработкой рыбы.